# Italian Hockey League - Serie A 2024-2025
Il 91º massimo campionato italiano di hockey su ghiaccio ha preso il nome di Italian Hockey League - Serie A 2024-2025.

## Squadre
Il numero delle squadre italiane iscritte alla Alps Hockey League, è sceso a sei. Il Fassa ha infatti ritirato la squadra lamentando una scarsa attenzione ai giovani e un insostenibile aumento dei costi della lega, scegliendo poi di iscriversi all'Italian Hockey League.
| SG Cortina                 | Veneto              | Cortina d'Ampezzo (BL)    | Stadio Olimpico del Ghiaccio | 2.700 | 77 |
| HC Merano                  | Trentino-Alto Adige | Merano (BZ)               | MeranArena                   | 3.000 | 29 |
| WSV Sterzing Broncos       | Trentino-Alto Adige | Vipiteno (BZ)             | Weihenstephan Arena          | 1.700 | 19 |
| Hockey Unterland Cavaliers | Trentino-Alto Adige | Egna                      | WürthArena                   | 1.200 | 3  |
| Ritten Sport               | Trentino-Alto Adige | Collalbo (BZ)             | Arena Ritten                 | 1.200 | 32 |
| HC Gherdëina               | Trentino-Alto Adige | Selva di Val Gardena (BZ) | Pranives                     | 2.000 | 58 |

## Formula
La formula è rimasta sostanzialmente invariata: si tornerà anche in questa stagione a disputare i play-off tra le prime quattro squadre classificate al termine della stagione regolare della Alps Hockey League 2024-2025 nella speciale classifica che tiene conto dei soli incontri di regular season tra squadre italiane.
Semifinali e finale verranno giocati con serie al meglio dei tre incontri.

## Qualificazioni

### Risultati
| Casa                                                            | Trasferta          | Trasferta          | Trasferta          | Trasferta          | Trasferta          | Trasferta          |
| Casa                                                            | Cortina            | Gherdëina          | Merano             | Renon              | Unterland          | Vipiteno           |
| --------------------------------------------------------------- | ------------------ | ------------------ | ------------------ | ------------------ | ------------------ | ------------------ |
| Cortina                                                         | –                  | 4:3 referto        | 6:2 referto        | 4:5 d.t.s. referto | 5:1 referto        | 2:1 referto        |
| Gherdëina                                                       | 1:5 referto        | –                  | 1:5 referto        | 2:4 referto        | 4:2 referto        | 4:3 d.t.s. referto |
| Merano                                                          | 2:3 d.t.s. referto | 3:2 d.t.s. referto | –                  | 5:4 d.t.s. referto | 3:2 d.t.s. referto | 3:1 referto        |
| Ritten-Renon                                                    | 5:4 d.t.s. referto | 3:1 referto        | 5:3 referto        | –                  | 5:4 d.t.s. referto | 9:5 referto        |
| Unterland Cavaliers                                             | 5:4 d.t.s. referto | 2:3 d.t.r. referto | 3:4 d.t.s. referto | 4:5 d.t.s. referto | –                  | 1:5 referto        |
| Vipiteno Broncos                                                | 1:3 referto        | 1:3 referto        | 3:1 referto        | 6:3 referto        | 1:4 referto        | –                  |
| d.t.s. – dopo tempi supplementari; d.t.r. – dopo tiri di rigore |                    |                    |                    |                    |                    |                    |

### Classifica
| Pos. | Squadra             | Pt | G  | V | VOT | POT | P | GF | GS | DR  |
| ---- | ------------------- | -- | -- | - | --- | --- | - | -- | -- | --- |
| 1.   | Cortina             | 23 | 10 | 6 | 1   | 3   | 0 | 40 | 26 | +14 |
| 2.   | Ritten-Renon        | 21 | 10 | 4 | 4   | 1   | 1 | 48 | 38 | +10 |
| 3.   | Merano              | 15 | 10 | 2 | 4   | 1   | 3 | 31 | 30 | +1  |
| 4.   | Gherdëina           | 11 | 10 | 2 | 2   | 1   | 5 | 24 | 32 | -8  |
| 5.   | Vipiteno Broncos    | 10 | 10 | 3 | 0   | 1   | 6 | 27 | 33 | -6  |
| 6.   | Unterland Cavaliers | 10 | 10 | 1 | 1   | 5   | 3 | 28 | 39 | -11 |

## Play-off

### Tabellone
|  | Semifinali | Semifinali   | Semifinali   | Semifinali | Semifinali |  |  | Finale | Finale       | Finale       | Finale | Finale |  |
|  |            |              |              |            |            |  |  |        |              |              |        |        |  |
|  | 1          | Cortina      | Cortina      | 5          | 4          |  |  |        |              |              |        |        |  |
|  | 4          | Gherdëina    | Gherdëina    | 0          | 0          |  |  | 1      | Cortina      | Cortina      | 5†     | 3      |  |
|  | 2          | Ritten-Renon | Ritten-Renon | 6†         | 5          |  |  | 2      | Ritten-Renon | Ritten-Renon | 4      | 0      |  |
|  | 3          | Merano       | Merano       | 5          | 3          |  |  |        |              |              |        |        |  |

Legenda:
† = partita terminata ai tempi supplementari

### Incontri

#### Semifinali

##### Gara 1
| Arbitri: | Federico Giacomozzi Federico Rivis |

| |           | |
| Szypula (Insam, Cuglietta) 0:21 Szypula (Cuglietta, Giacomuzzi) 8:06 Szypula (Insam) 13:50 Insam (Szypula, Hjorth) 28:11 S. Kostner (Hjorth) 45:31 Cuglietta (Szypula) 64:36 | Marcatori | 12:58 Gellon (Gustafsson, Madsen) 19:34 Gustafsson (Tomasini, Ishida) 20:52 Rein (Ishida, Tomasini) 12:58 M. Pietroniro (Ishida, Golser) 12:58 Madsen (M. Pietroniro, Gellon) |

| Arbitri: | Andrea Moschen Thomas Egger |

| |           |  |
| Lehtonen (Di Tomaso, R. Lacedelli) 4:51 Ushnev (Di Tomaso, F. Pompanin) 35:29 Felicetti (Barnabò, Forte) 42:35 Di Tomaso (Di Tomaso, Zardini Lacedelli) 43:52 Toffoli (Zardini Lacedelli, G. Lacedelli) 53:47 | Marcatori |  |

##### Gara 2
| Arbitri: | Alex Lazzeri Federico Stefenelli |

| |           | |
| Brunner (Tomasini, Madsen) 1:13 Gustafsson (M. Pietroniro, Madsen) 13:31 M. Pietroniro (Gellon, Fuchs) 34:55 | Marcatori | 25:00 S. Kostner (Larsen) 25:56 Szypula (Hjorth, S. Kostner) 30:38 Szypula (Larsen, Cuglietta) 54:06 Lang (S. Kostner, M. Öhler) 59:52 Szypula |

| Arbitri: | Andrea Benvegnù Antonio Piras |

|  |           | |
|  | Marcatori | 22:31 Saha (F. Pompanin, Di Tomaso) 31:24 K. Pietroniro (R. Lacedelli, Colli) 49:06 Lehtonen (Di Tomaso, R. Lacedelli) 57:42 Alverà (Barnabò, Felicetti) |

#### Finale

##### Gara 1
| Arbitri: | Alex Lazzeri Turo Virta |

| |           | |
| F. Pompanin (Adami, Saha) 17:47 Saha (F. Pompanin, Di Tomaso) 35:56 R. Lacedelli (Sanna, Lehtonen) 36:37 F. Pompanin (Colli, K. Pietroniro) 45:10 Lehtonen (R. Lacedelli, K. Pietroniro) 61:25 | Marcatori | 0:23 Cuglietta (Szypula) 26:27 Insam (Hjorth, Szypula) 37:32 Hjorth (Szypula, Fink) 43:13 S. Kostner (Fink) |

##### Gara 2
| Arbitri: | Omar Piniè Andrea Moschen |

|  |           | |
|  | Marcatori | 31:21 Lehtonen (K. Pietroniro, Saha) 37:33 Lehtonen (K. Pietroniro, Saha) 31:21 Lehtonen (R. Lacedelli, Felicetti) |

Il Cortina si è aggiudicato il diciottesimo scudetto della sua storia.